# VIA C7
VIA C7, é um microprocessador x86 desenvolvido pela Centaur Technology e comercializado pela VIA.
O C7 é descendente direto dos processadores Cyrix 6x86. Eles eram compatíveis com placas soquete 7 e eram uma opção de upgrade de baixo custo. Com realçado desempenho de mídia digital, garantia suporte para multimídias  SSE2 e SSE3 e uma velocidade total do Floating Point Unit (FPU) .
O processador VIA C7 se orgulha da descoberta VIA TwinTurbo™, tecnologia que permite ao processador alternar entre o modo de ultra baixa potência para operação em alta velocidade em um único ciclo de clock, resultando em um desempenho consistente, sem gaguejar. O processador VIA C7 também fornece o NX Execute Protection, fornecendo proteção contra software malicioso como vírus e worms, e é utilizado no Microsoft ® Windows ® XP com SP2. A integração de segurança diretamente no processador garante velocidade e eficiência que muitas vezes se encontram disponíveis no software, mas com impacto sobre o desempenho do processador.
O processador VIA C7 inaugura uma era de segurança abrangente, graças ao mecanismo de segurança VIA Engine, o x86 mais rápido do mundo com o mais completo conjunto de ferramentas para as principais operações criptográficas. O chip é muito menor e mais simples. Mesmo produzido usando uma antiquada técnica de 0.09 mícron (90 nanômetros), o C7 ocupa uma área de apenas 32 mm². O consumo elétrico do C7 oferece um sistema de gerenciamento de energia bastante agressivo (o "LongHaul"), que reduz drasticamente a tensão e frequência de operação do processador enquanto ele está ocioso, fazendo com que o consumo caia para meros 0.1 watts. Entre os dois extremos de potência, existem diversas fases intermediárias, onde o desempenho e consumo são ajustados de acordo com a demanda.
Do ponto de vista do desempenho, é muito difícil defender o C7, já que o desempenho por ciclo de clock não é muito melhor do que o dos antigos K6-3, com destaque para o fraco desempenho em ponto flutuante. Construído sobre a CoolStream, avançada arquitetura VIA ™, o núcleo Esther do processador VIA C7 foi projetado para estender a vida digital, combinando desempenho robusto de até 2.0GHz, com baixíssimo consumo de energia e altamente eficiente dissipação de calor. O processador VIA C7 integra o VIA StepAhead™ Technology Suite, uma ampla gama de recursos que aprimoram o desempenho que inclui o barramento VIA V4 e a nova operação do Front Side Bus de até 800MHz, pipelines com mais de dezesseis estágios, avançada previsão de ramais, e uma eficiência em velocidade com cache L2 de 128KB.

## Versões
- C7: desenvolvido para desktops e laptops (1.5 - 2.0 GHz)
- C7-M: desenvolvido para dispositivos móveis
- C7-M Ultra Low Voltage: para dispositivos móveis, com enfoque na redução do consumo energético (1.0 - 1.6 GHz)
- C7-D: similar ao original C7, sem o recurso de economia de energia.